# Richard Millet
Richard Millet é um escritor francês nascido em Viam em Corrèze em 1953. Sua obra se constitui em torno da temática do tempo, da morte, da língua, da beleza; não sem invocar certa influência proustiana. Combinando elementos da formação católica com a moderna liberdade sexual. Permanece inédito no Brasil.
Em 2005, é, com outras figuras conhecidas, Frédéric Beigbeder, Alain Decaux  e Jean-Pierre Thiollet, um competidor de Feira do Livro de Beirut.